# Dreieck Walsrode
Dreieck Walsrode is een knooppunt in de Duitse deelstaat Nedersaksen.
Op dit half-sterknooppunt ten zuiden van stad Walsrode sluit de A27 vanuit Bremen aan op de A7 Hamburg-Kassel.

## Naamgeving
Het knooppunt is genoemd naar de stad Walsrode waar het ligt.

## Geografie
Het knooppunt ligt in de stad Walsrode, in het Landkreis Heidekreis. Nabijgelegen plaatsen zijn Hodenhagen, Eickeloh en Ahlden. Het knooppunt ligt aan de zuidwest kant van de Lüneburger Heide.
Ten oosten van het knooppunt ligt een van de grootste Navo-bases in Europa Bergen.

## Configuratie
Rijstrook
In de verbinding Hamburg- Bremen v.v. hebben de verbindingswegen slechts één rijstrook. Daarentegen hebben de verbindingswegen van en naar de A7 richting Hannover 2 rijstroken, omdat de A7 richting het zuiden 2x3 rijstroken heeft.
Knooppunt
Het is een half-sterknooppunt.

## Verkeersintensiteiten
Dagelijks passeren ongeveer 95.000 voertuigen het knooppunt.
Handmatige verkeerstelling van 2010
| Van                        | Naar                | Gemiddeld aantal voertuigen per dag | Percentage vrachtverkeer |
| -------------------------- | ------------------- | ----------------------------------- | ------------------------ |
| AS Bad Fallingbostel (A 7) | AD Walsrode         | 63.700                              | 16,8 %                   |
| AD Walsrode                | AS Westenholz (A 7) | 87.400                              | 18,1 %                   |
| AS Walsrode-Süd (A 27)     | AD Walsrode         | 35.800                              | 15,1 %                   |

## Richtingen knooppunt
| Aansluitende wegen         | Aansluitende wegen | Aansluitende wegen                             | Aansluitende wegen | Aansluitende wegen |
| -------------------------- | ------------------ | ---------------------------------------------- | ------------------ | ------------------ |
| richting Walsrode / Bremen |                    | richting Bad Fallingbostel Hamburg / Flensburg |                    |                    |
|                            |                    |                                                |                    |                    |
|                            |                    |                                                |                    |                    |
|                            |                    |                                                |                    |                    |
|                            |                    | richting Westenholz / Hannover                 |                    |                    |